# Åland
Ne doit pas être confondu avec Oland, Öland, Hollande ou Erling Braut Haaland.
Åland (en suédois : /ˈoː.land/ ; en finnois : Ahvenanmaa) est une région de Finlande et la seule entité territoriale de ce pays à jouir d'un statut d'autonomie gouvernementale. Elle est constituée de l'archipel du même nom comprenant environ six mille cinq cents îles situées entre la Finlande et la Suède, à l'extrémité sud du golfe de Botnie. D'une superficie totale de 1 582,71 km2, l'archipel compte quatre-vingts îles habitées et une population de 30 654 habitants en 2024. L'archipel est relié à la Finlande par une chaîne d'îlots alors que le golfe de Botnie le sépare plus nettement de la Suède.

## Toponymie, étymologie et prononciation
Le nom finnois d'Åland est Ahvenanmaa. En français, les graphies alternatives Aland et Aaland sont utilisées pour éviter l'usage de la lettre å.
La forme longue d'Åland est en suédois Landskapet Åland et en finnois Ahvenanmaan maakunta, ce qui signifie littéralement « région d'Åland » dans les deux cas. Même si on parle parfois d'« État libre associé d'Åland » en français, cette traduction semble erronée puisque le réel statut de l'archipel est celui d'une région autonome.
La lettre ‹ å › retranscrit en suédois le phonème /oː/. Åland se prononce donc /ˈoːland/.

## Géographie

### Généralités
Le territoire d'Åland comprend plus de 6 500 îles et forme un archipel à l'extrémité méridionale du golfe de Botnie, en mer Baltique. Åland  se situe à environ 29 kilomètres des côtes suédoises (depuis l'île de Signilskär) et 20 km des côtes finlandaises (depuis l'île de Norröna). L'île principale, Fasta Åland, compte environ 90 % des habitants et se trouve à l'ouest, à 49 kilomètres de la côte suédoise et 73 kilomètres des côtes finlandaises.
Les îles ont une superficie totale de 1 554 kilomètres carrés et une population de 29 914 habitants en 2020. La densité est de 19 habitants/km2.
Åland est un groupe d'îles relativement plat. Le point culminant est l'Orrdalsklint, au nord de Fasta Åland, qui culmine à 129 mètres.

Partage de l'île Märket entre la Suède et la Finlande.

L'île Märket a la particularité d'être la seule île de l'archipel à être territorialement partagée entre la Finlande et la Suède.

### Géologie

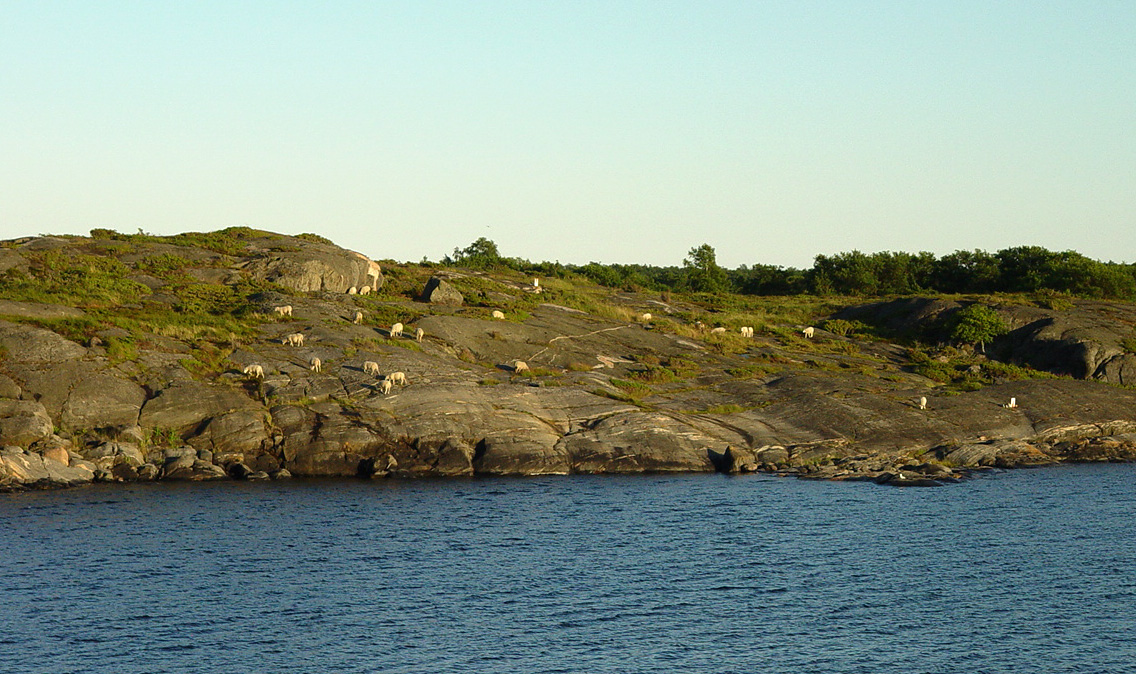
Côte rocheuse.

L'archipel est constitué de roches datant du Protérozoïque, essentiellement de granite rose porphyroïde relativement altérable, majoritairement du type granite rapakivi.
Il s'agit en fait d'un batholite de granites dont le type varie d'une variété porphyroïde riche en quartz à la variété rapakivi, mais qui présente aussi quelques granites de type aplitique.
Ce batholite contient des roches magmatiques mafiques, plutoniques, sous forme d'inclusions ou en dykes. Ces roches appartiennent à une série dolérite, norite, anorthosite et monzodiorite, mises en place dans un contexte de divergence (ouverture d'un rift).
La théorie actuelle (2006) la plus répandue[réf. souhaitée] est la suivante : il y a 1,5 à 1,6 milliard d'années, la région aurait subi des phénomènes d'extension au cours desquels serait survenue une remontée de magma ultramafique à la faveur de failles listriques. Ce magma très chaud aurait fait fondre la croûte terrestre et se serait partiellement mélangé avec le magma granitique d'anatexie obtenu après cette fusion. Il en aurait résulté le batholite de granite rapaviki d'une part, et des filons ou inclusions de roches plutoniques mafiques d'autre part. Il y aurait eu de plus des phénomènes de différenciation du magma à l'origine de la création de l'anorthosite, résiduelle, et des monzodiorites, plus riches en silice et appauvries en minéraux ferro-magnésiens.
Cet ancien socle formé au Précambrien a été érodé par les glaciations du Pléistocène, en grande partie nettoyé par la mer dans le début de la période post-glaciaire, puis remonté à la surface sous l'effet d'un soulèvement par épirogenèse, conséquence de la fonte d'une masse considérable de glace. La répartition anarchique des îles est en partie due à l'absence, dans cette partie du socle précambrien, de roches métamorphiques orientées.
Les revêtements morainiques arrachés par les glaciers ont généralement été dispersés par les vagues à l'époque où la région était encore submergée. Très reconnaissables, ces débris ont été entraînés sur de longues distances. Il subsiste cependant, au centre et au sud de Fasta Åland, l'île principale, quelques groupes de drumlins. La surface des granites présente des striations laissées par l'érosion glaciaire qui, encore aujourd'hui, permettent de déterminer le sens de déplacement des glaciers du Pléistocène.
On trouve au centre de l'archipel une étendue d'eau quasi circulaire d'un diamètre de 9 km appelé Lumparn qui est la trace de l'impact d'une météorite.

### Climat
| Mois      | Température | Précipitations | Jours de pluie |
| --------- | ----------- | -------------- | -------------- |
| Janvier   | - 2,5 °C    | 40 mm          | 10             |
| Février   | - 3,7 °C    | 24 mm          | 6              |
| Mars      | - 1,2 °C    | 30 mm          | 7              |
| Avril     | + 2,7 °C    | 27 mm          | 7              |
| Mai       | + 8,6 °C    | 24 mm          | 5              |
| Juin      | + 13,0 °C   | 42 mm          | 6              |
| Juillet   | + 15,9 °C   | 55 mm          | 7              |
| Août      | + 15,0 °C   | 73 mm          | 9              |
| Septembre | + 10,5 °C   | 65 mm          | 10             |
| Octobre   | + 6,4 °C    | 61 mm          | 10             |
| Novembre  | + 2,4 °C    | 62 mm          | 12             |
| Décembre  | - 0,6 °C    | 48 mm          | 11             |

En comparaison avec la Suède et la Finlande continentales, le climat d'Åland est modéré grâce à sa situation insulaire. La Baltique réchauffe en hiver les vents froids du nord-est et rafraichit en été les vents chauds du sud-est. Les précipitations annuelles moyennes sont de 551 mm, ce qui est moins élevé qu'en Suède ou en Finlande continentale.
La température annuelle moyenne est de 5,5 °C. La plus haute température jamais mesurée à Åland est de 31,3 °C et la plus basse de −32,4 °C. Les valeurs moyennes pour les différents mois de l'année, calculées d'après les relevés de 1971 à 2000, se trouvent dans le tableau ci-contre.

### Flore et faune
Åland appartient à la zone de végétation de la taïga. En plus des espèces dominantes de pins et d'épicéas, il y a également de nombreux feuillus, notamment des chênes, frênes, ormes, érables et tilleuls. De nombreuses sortes d'orchidées poussent sur ces îles, parmi lesquelles une cinquantaine d'espèces protégées.
Les Îles comptent 25 espèces de mammifères, dont de nombreux rongeurs, mais également des cerfs élaphes et des chevreuils. En raison de la situation maritime et du climat relativement doux, il y a également une plus grande variété d'espèces d'oiseaux qu'en Finlande continentale. Cent-trente espèces d'oiseaux nichent sur les îles, dont de nombreuses espèces menacées comme les fuligules milouinans. Le pygargue à queue blanche, qui s'est pratiquement éteint dans toute la Finlande au milieu des années 1970, a pu se redévelopper à Åland grâce à des mesures de réintroduction et de protection. Presque tous les animaux des Îles sont protégés contre la chasse.

## Démographie
| 1880   | 1890   | 1900   | 1910   | 1920   | 1930   | 1940   | 1950   | 1960   |
| ------ | ------ | ------ | ------ | ------ | ------ | ------ | ------ | ------ |
| 20 437 | 22 118 | 24 841 | 21 356 | 20 423 | 19 705 | 21 196 | 21 690 | 20 981 |

| 1970   | 1980   | 1990   | 2000   | 2010   | 2020   | - | - | - |
| ------ | ------ | ------ | ------ | ------ | ------ | - | - | - |
| 20 666 | 22 783 | 24 604 | 25 776 | 28 007 | 29 886 | - | - | - |

### Langues
La seule langue officielle d'Åland est, selon l'article 36 de la loi sur l'autonomie, le suédois. Selon le recensement effectué en l'an 2000, 94 % des habitants d'Åland ont le suédois comme langue maternelle, 5 % le finnois et 1 % une autre langue, dont le russe. La Finlande ayant fait partie de l'Empire russe entre 1809 et 1917, le russe reste parlé par environ 200 personnes, souvent bilingues russe/suédois[réf. nécessaire].
L'apprentissage de l'anglais est obligatoire dans le premier cycle.

#### Statistiques

##### Langues natives
| Rang | Langue             | %        | #      |
| ---- | ------------------ | -------- | ------ |
| 1    | Suédois            | 88,29 %  | 25 531 |
| 2    | Finnois            | 4,84 %   | 1 399  |
| -    | Langues étrangères | 6,87 %   | 1 986  |
|      | Total              | 100,00 % | 28 916 |

### Religion

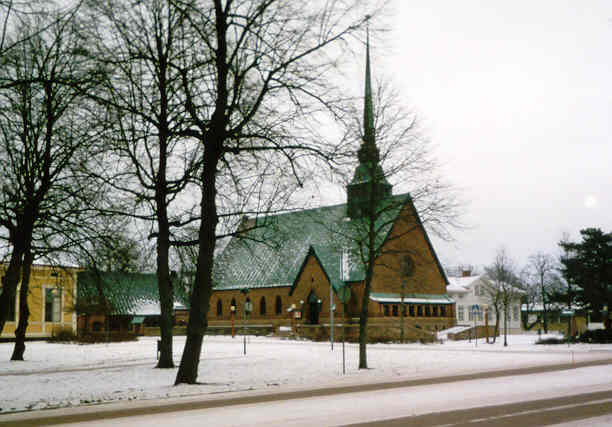
Église à Mariehamn en hiver.

Les habitants d'Åland pratiquent majoritairement (à 70 %) la religion luthérienne. Depuis 1923, les îles Åland font partie du diocèse de Porvoo, qui regroupe les communautés suédophones de Finlande.
Seule une petite minorité de 0,6 % de la population appartient à une Église libre ou à une autre communauté religieuse.[réf. nécessaire], dont des chrétiens orthodoxes, ou des musulmans d'implantation récente du fait de l'immigration.
Le nombre des personnes sans confession a considérablement augmenté ces dernières années, passant de 4,7 % de la population en 1990 à 20,5 % en 2014.

## Histoire

### Préhistoire
Des pêcheurs et des chasseurs de phoques s'installent sur les îles durant l'âge de pierre, il y a environ 5 000 ans. Les premiers objets en bronze, d'abord des bijoux, puis également des armes, apparaissent à Åland durant le Ier siècle av. J.-C. et marquent ainsi de manière tardive pour cette partie de l'Europe le début de l'âge du bronze. Cette période dure jusqu'au IVe siècle.
Par la suite, les îles restent apparemment inhabitées pendant environ 200 ans, aucune trace de vie humaine datant de cette période n'ayant pu être retrouvée. Les raisons de cette dépopulation ne sont pas éclaircies.
Une nouvelle vague de colons scandinaves atteint les îles au VIIe siècle et jette les bases de la population actuelle d'Åland.

### Période suédoise

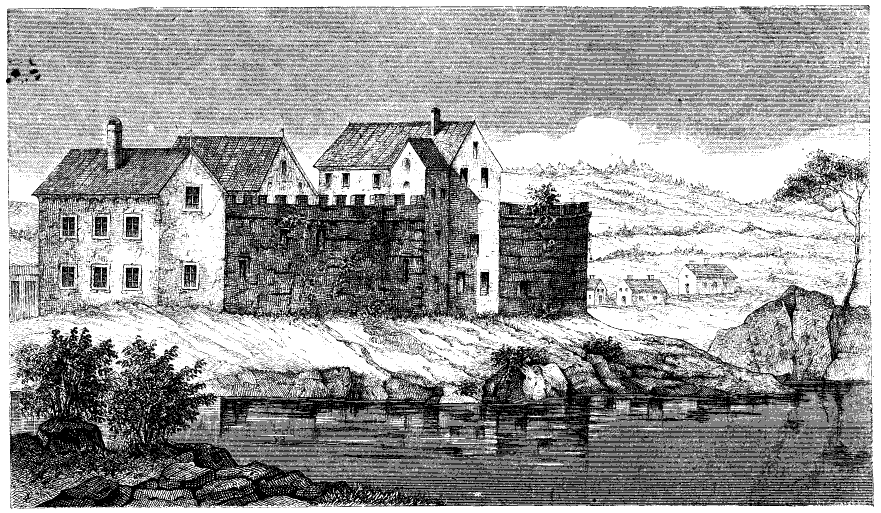
Le château de Kastelholm à la fin du XVIe siècle.

Lors de la fondation du royaume de Suède entre 1000 et 1300, Åland est sous la domination de l'évêché de Linköping. Relevant de ce diocèse, Åland fait partie du royaume suédois bien avant que l'influence de ce royaume ne s'étende sur le reste du territoire finlandais actuel. C'est à cette époque également que les îles sont christianisées.
L'histoire d'Åland se confond ensuite avec celle de la Suède. En raison de sa situation, Åland acquiert une grande importance stratégique. Cela conduit à l'édification du château de Kastelholm par Bo Jonsson Grip. Le château est mentionné pour la première fois en 1388.

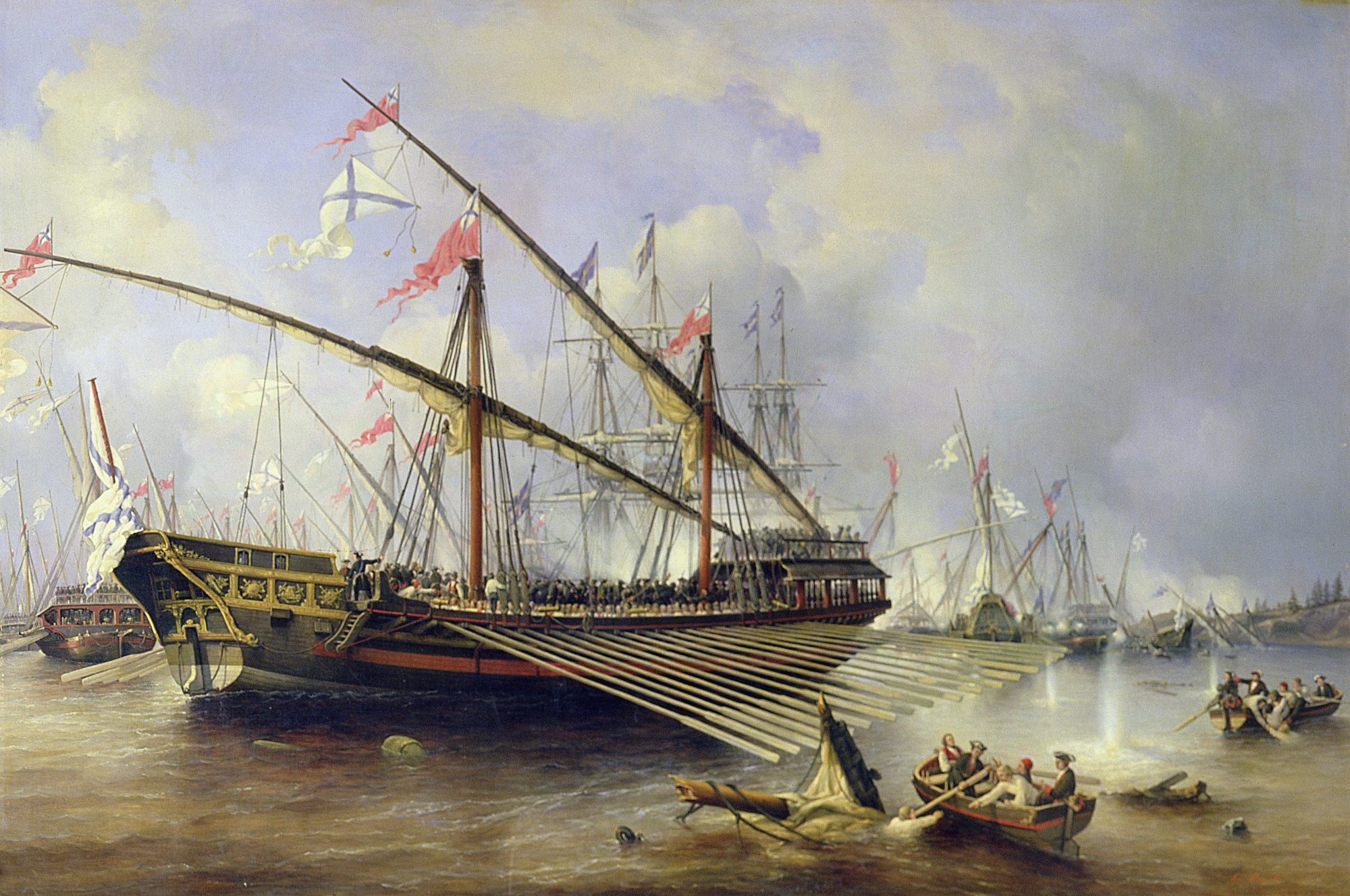
Ferdinand Perrot : La bataille de Grengam, 27 juillet 1720 (huile sur toile, musée central de la Marine de Guerre, Saint-Pétersbourg).

Durant les troubles de l'union de Kalmar, le château change plusieurs fois de maître. Il est repris par Karl Knutsson en 1440, qui deviendra le roi Charles VIII. Svante Nilsson s'empare de Kastelhom en 1480 pour le roi de Danemark. Après avoir changé de camp, Svante Nilsson remet le château à Sten Sture le Vieil, qui le remettra lui-même à Gustave Vasa. Après de violentes attaques danoises, la propriété du château revient  en 1502 au Danemark à la suite d'un duel entre le général danois Lyder Frisman et le représentant suédois Henning von Brockenhus. Le Danemark doit toutefois rendre le château à la Suède deux ans plus tard.
Dans les siècles qui suivent le château perd son rôle stratégique et Åland retourne au second plan. Les habitants des îles sentent toutefois les effets des nombreuses entreprises guerrières du Royaume suédois en expansion. Ils doivent payer de lourds impôts et loger des soldats, principalement pour la flotte suédoise.
Après la grande guerre du Nord, en 1714, la plus grande partie de la Finlande actuelle, dont Åland, est occupée par la Russie sous le commandement de Fiodor Apraxine. Pendant cette oppressante domination de la marine russe, qui dure jusqu'en 1721 et qui est marquée par la bataille de Grengam, une grande partie de la population des îles fuit vers la Suède. Une nouvelle occupation a eu lieu entre 1741 et 1743. De nombreux habitants fuient à nouveau, mais cette occupation est nettement moins violente que la précédente.

### Période russe
Les Îles Åland sont cédées à la Russie avec le reste de la Finlande lors du traité de Fredrikshamn de 1809. Elles sont alors rattachées au Grand-duché de Finlande. La Russie édifie sur les îles la forteresse de Bomarsund.
Pendant la guerre d'Åland, une partie de la guerre de Crimée, les troupes françaises débarquent à Åland le 8 août 1854. Elles assiègent et bombardent la forteresse durant huit jours avant de pouvoir l'occuper. Avant leur départ, les Français détruisent complètement la forteresse. Après la guerre, le Royaume-Uni et la France exigent que les îles soient démilitarisées. Lors du traité de Paris de 1856, les Russes s'engagent à ne pas fortifier l'île.
Pendant la Première guerre mondiale, la Russie amène à nouveau des troupes sur les îles Åland et recommence à les fortifier, mais cette fois-ci avec l'accord de la France et de l'Angleterre qui sont ses alliés. Des cercles nationalistes suédois (les « Activistes ») en prennent prétexte pour demander, sans succès, l'entrée en guerre de la Suède aux côtés de l'Empire allemand et l'annexion d'Åland au Royaume.

### Suède ou Finlande?
Après la révolution russe de 1917, la Finlande retrouve sa souveraineté et proclame son indépendance. L'année suivante, Åland se trouve confronté à la guerre civile qui sévissait en Finlande. Les habitants de l'archipel en profitent pour demander leur rattachement à leur ancienne mère-patrie, le royaume de Suède. D'ailleurs, pendant la guerre d'indépendance, la Suède occupe militairement Åland qui, selon le traité de Paris était pourtant démilitarisé, en revendiquant ces îles sur la base de considérations politiques et ethniques mais surtout sur le fait que les Ålandais avaient réclamé leur réunion à la Suède.
La Suède intervient en février 1918, suivie par les Allemands en mars alors que ces îles sont occupées par les Rouges, en lien avec la guerre civile finlandaise entre Blancs et Rouges.
Le 10 février 1918 la guerre civile finlandaise atteint Åland avec l’arrivée des Blancs finlandais.Il y a peu de résistance russe. Le 13 février, le gouvernement suédois décide d’envoyer des troupes dans les îles Åland. Les Blancs finlandais pensent que les Suédois sont de leur côté mais ce n’est pas le cas, combats et négociations alternent. Les Suédois contrôlent toutes les îles le 2 mars 1918.
Les Allemands capturent les Rouges par crainte de voir la Suède rejoindre les alliés. Le 6 mars 1918, un accord germano-suédois est signé pour le partage des îles. Le 14 mars la majorité des troupes suédoises sont évacuées, les derniers soldats de Stockholm quittant la zone le 26 mai 1918 quand la guerre civile finlandaise s’achève.
Les Allemands quittent les îles en septembre 1918.
Sur le plan des effectifs on trouve 2 150 Russes (dont 150 militants bolchéviques) contre 700 à 800 Suédois, 900 Allemands et 460 Finlandais blancs.
La Finlande n'accepte ni cette occupation ni la requête de réunion à la Suède et fait appel, sur initiative du Royaume-Uni, à la Société des Nations : le 25 juin 1921, le Conseil de la SDN décide de l'appartenance définitive à la Finlande, qui entre-temps avait accordé à l'archipel, en 1920, une large autonomie politique dans les affaires intérieures et la dispense du service militaire.
L'État finlandais doit s'engager à respecter et à garantir aux Ålandais l'usage de leur langue suédoise, de leur culture et de leurs coutumes locales.

### Province autonome finlandaise
Les premières élections  à Åland  ont lieu en 1922. Le parlement ålandais entre en fonction le 9 juin 1922 et depuis, la fête nationale des îles a lieu le 9 juin.
Cette autonomie est confirmée au fil des années par de nouvelles lois, notamment l'octroi d'un droit de veto à l'application dans l'archipel des lois promulguées par le pouvoir central. Dans presque tous les domaines, sauf la politique extérieure, les douanes (ce qui inclut l'appartenance au marché unique européen), la monnaie (donc l'euro depuis 1999) et la justice, le conseil d'Åland dispose d'un pouvoir législatif autonome qui lui permet de continuer à fixer librement la politique économique et la fiscalité locale, dans les limites admises par l'Union européenne.
En 1940, la Finlande remilitarise le territoire avec l’accord de la Suède et le consentement tacite de l’URSS : 3 000 unités avec de l’artillerie s'ajoutent à la garnison de quelques centaines de soldats qui y stationne.
Aujourd'hui, la province d'Åland reste un territoire démilitarisé (hors de l'OTAN et de l'UEO), membre de l'Union européenne depuis 1995 et, à l'instar de Porto Rico, elle bénéficie d'un statut très privilégié, celui d'un « État libre associé » à la Finlande.
On pourra cependant comparer ce statut d'autonomie à celui des possessions européennes de la Couronne britannique (Jersey, Guernesey, île de Man…) qui sans faire partie du Royaume-Uni sont des États très largement autonomes bien que non totalement indépendants, car sous l'autorité directe de la Couronne.

## Administration

### Statut politique
Åland, qui est l'une des 19 régions de la Finlande, dispose d'une large autonomie et jouit, depuis la Loi sur l'autonomie d'Åland adoptée en 1991, d'un statut de région autonome. Elle est la seule région autonome et insulaire du pays. L'autonomie d'Åland est fixée par l'article 120 de la Constitution finlandaise. La forme longue d'Åland est Landskapet Ålanden suédois et Ahvenanmaan maakunta en finnois (« région d'Åland »). 
Åland dispose de son drapeau depuis 1954, du droit d'émettre des timbres et conserve le suédois comme unique langue officielle contrairement à la Finlande continentale qui est bilingue. Les 5 % de la population parlant le finnois ne sont pas une minorité reconnue. La signalisation routière n'est affichée qu'en suédois. Åland envoie à Helsinki un député au Parlement et, en tant que territoire autonome, est membre du Conseil nordique.
Les citoyens d'Åland élisent tous les quatre ans leur parlement, le Lagting. Le gouvernement d'Åland est ensuite nommé par ce parlement et dirigé par une Premier ministre (lantråd).
Les partis politiques actifs à Åland sont totalement indépendants des partis finlandais, mais la plupart d'entre eux en sont toutefois idéologiquement proches.

### Relations avec la Finlande
Åland prend part, comme toutes les autres régions de Finlande, aux élections générales qui se tiennent dans le pays, notamment les élections législatives, européennes et présidentielles.
Lors des élections législatives, Åland forme une circonscription propre qui dispose, selon l'article 25 de la Constitution finlandaise, d'un des 200 sièges du Parlement, quelle que soit sa population. C'est le seul siège qui n'est pas pourvu à la proportionnelle ; depuis 1948, le siège est remporté par la Coalition ålandaise qui réunit les principaux partis de l'archipel. Le représentant d'Åland rejoint traditionnellement le groupe du Parti populaire suédois de Finlande, le parti de la minorité suédophone, indépendamment du parti dont il est issu. Depuis les élections de 2015, les îles sont représentées par Mats Löfström, membre du Centre ålandais.
Les habitants d'Åland sont des citoyens finlandais. En raison de la loi sur l'autonomie, il y a parallèlement un droit patriotique (Hembygdsrätt) qui ressemble, dans les faits, à une citoyenneté ålandaise. Lors des élections au parlement régional et dans les communes, seules les personnes disposant de ce droit patriotique peuvent voter et être élues. Ce droit ne peut être acquis par un citoyen finlandais qu'après cinq ans de résidence sur les îles sans interruption et à la condition d'être capable de parler le suédois.
La délégation d'Åland (Ålandsdelegation) sert d'organe de liaison entre le gouvernement national et celui du territoire. Celui-ci est présidé par le landshövding qui est nommé par le président finlandais en accord avec le gouvernement d'Åland. Le gouvernement finlandais et le parlement du territoire envoient chacun deux membres supplémentaires.

### Relations internationales
L'archipel d'Åland fait partie de la Fédération des petites îles européennes.

### Communes

Carte administrative d'Åland

Åland est divisé en seize communes dont dix sont situées sur Fasta Åland, l'île principale. Mariehamn, capitale de l'État, est la seule ville.
- Brändö
- Eckerö
- Finström
- Föglö
- Geta
- Hammarland
- Jomala
- Kumlinge
- Kökar
- Lemland
- Lumparland
- Mariehamn
- Saltvik
- Sottunga
- Sund
- Vårdö

## Économie

### Généralités
Åland fait partie, avec la Finlande, de l'Union européenne. Toutefois, grâce au protocole no 2 de l'accord sur l'adhésion de la Finlande à la Communauté européenne[réf. souhaitée], les îles Åland sont exclues des prescriptions concernant l'adaptation des impôts sur le chiffre d'affaires et la consommation. Une frontière fiscale existe donc encore entre Åland et les autres pays, ainsi qu'entre Åland et la Finlande. Cela permet d'effectuer des achats sans taxe durant les voyages depuis la Suède ou la Finlande, ce qui génère un important tourisme commercial.
La monnaie officielle d'Åland est l'euro, mais les couronnes suédoises peuvent également être employées partout sur les îles.
L'économie d'Åland est marquée par une forte proportion de petites et moyennes entreprises, 2 600 entreprises sont actives dans la région. Sept-cents d'entre elles travaillent dans le secteur traditionnel de l'agriculture. Environ 90 % des entreprises comptent moins de dix employés.
Le taux de chômage est très bas depuis des années et est souvent le plus bas d'Europe durant les mois d'été, il était de 2 % en septembre 2007 ; du fait  de l'importance du tourisme, le marché du travail est sensible au travail saisonnier durant l'été.

### Transports et tourisme

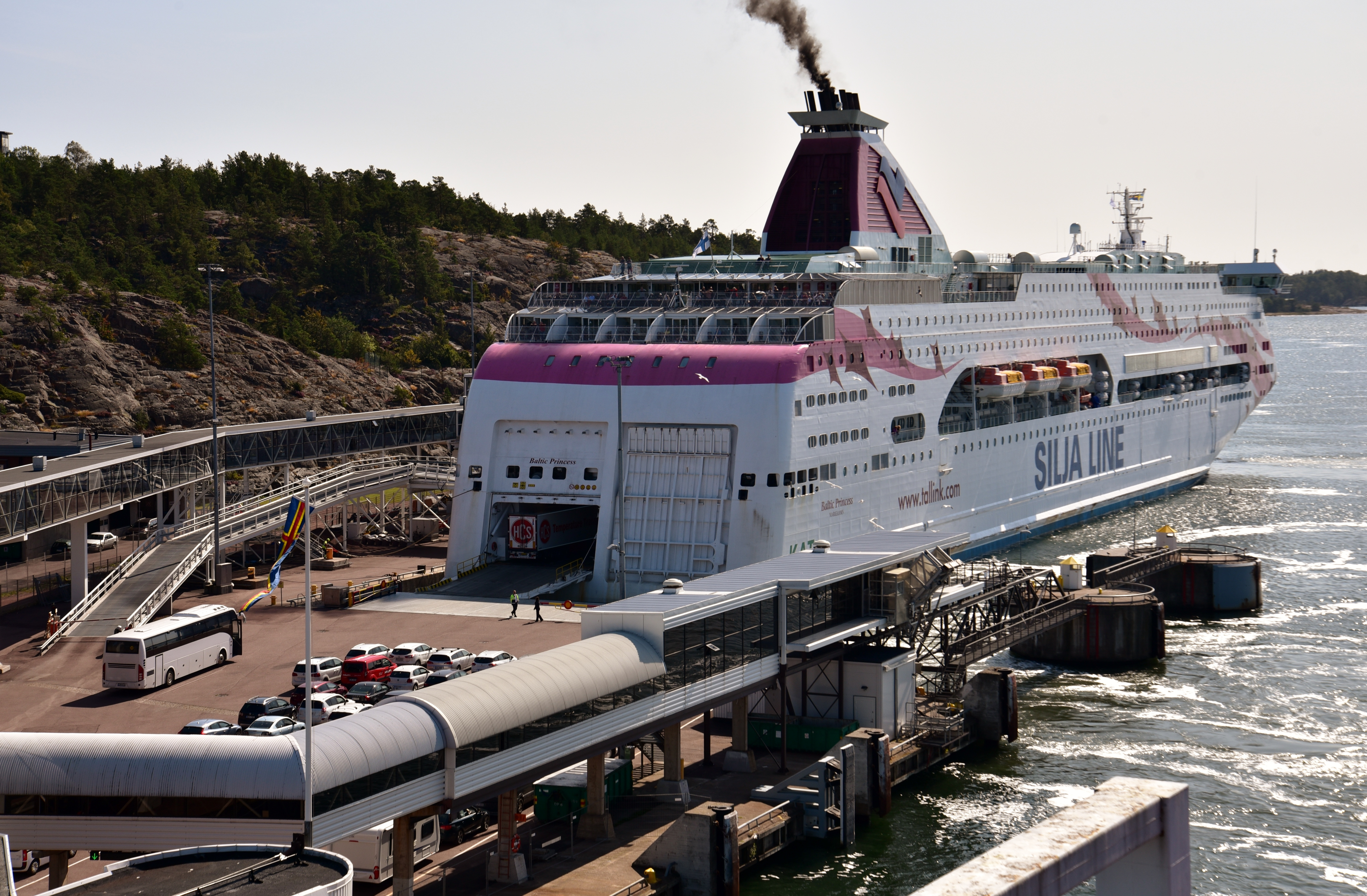
Ferry de la compagnie Silja Line à Mariehamn.

En plus des entreprises agricoles traditionnelles, le trafic avec le continent ou l'étranger, et notamment le trafic de ferries (transbordeurs), est devenu l'une des branches économiques les plus importantes d'Åland. Stimulé par la possibilité d'effectuer des achats hors-taxes, le trafic maritime représente environ 40 % du PIB ålandais. Dans ce domaine, le besoin de main d'œuvre est plus important que le nombre de travailleurs disponible, c'est pourquoi il y a beaucoup de travailleurs finlandais et suédois sur les bateaux ålandais.
Les grands ferries des compagnies Viking Line et Silja Line desservent  Helsinki, Turku et Stockholm. Il y a également des liaisons de ferry avec les villes suédoises de Kapellskär et Grisslehamn et finlandaises de Vuosnainen et Galtby.
En 2005, une compagnie aérienne, Air Åland, a été fondée sous la direction du gouvernement d'Åland, avec un large soutien des milieux économiques.
En 2004[réf. nécessaire], 224 800 personnes ont visité Åland, en provenance notamment de Suède (111 400), Finlande (92 500) et d'Allemagne (6 700).
Les îles disposent également d'un réseau routier dense avec une longueur totale de 912,7 km, dont 646,8 goudronnés ; les limitations de vitesses sont de 50 km/h en ville, 70 km/h hors agglomération et 90 km/h sur voie rapide. La province ne compte aucune autoroute.

### Agriculture et sylviculture
L'activité des entreprises agricoles traditionnelles est, au cours des dernières décennies, passée derrière celle du secteur des services. Ces entreprises jouent toutefois encore un rôle important dans la vie économique d'Åland.
En 2004, 5,3 % de la population travaillait encore dans l'agriculture ou la sylviculture. Le secteur secondaire, qui occupe 9,8 % de la population des îles, est également majoritairement actif dans le traitement des produits alimentaires et piscicoles. 58 % des terres d'Åland sont composées de forêts, 9 % de champs et 4 % de prés[réf. nécessaire].
Les principaux produits de l'agriculture à Åland sont la betterave à sucre (44 514 tonnes en 2004), les pommes de terre (15 969 tonnes), les oignons (5 669 tonnes), l'orge et l'avoine (5 597 tonnes) et le blé (4 836 tonnes). La production de lait (14 433 tonnes) domine le secteur de l'élevage.
Les pêcheurs des îles Åland ont pêché 3 300 tonnes de poissons en 2004, principalement du hareng (2 541 tonnes). Les  36 entreprise d'aquaculture des îles ont produit 3 210 tonnes de poissons la même année.

## Culture

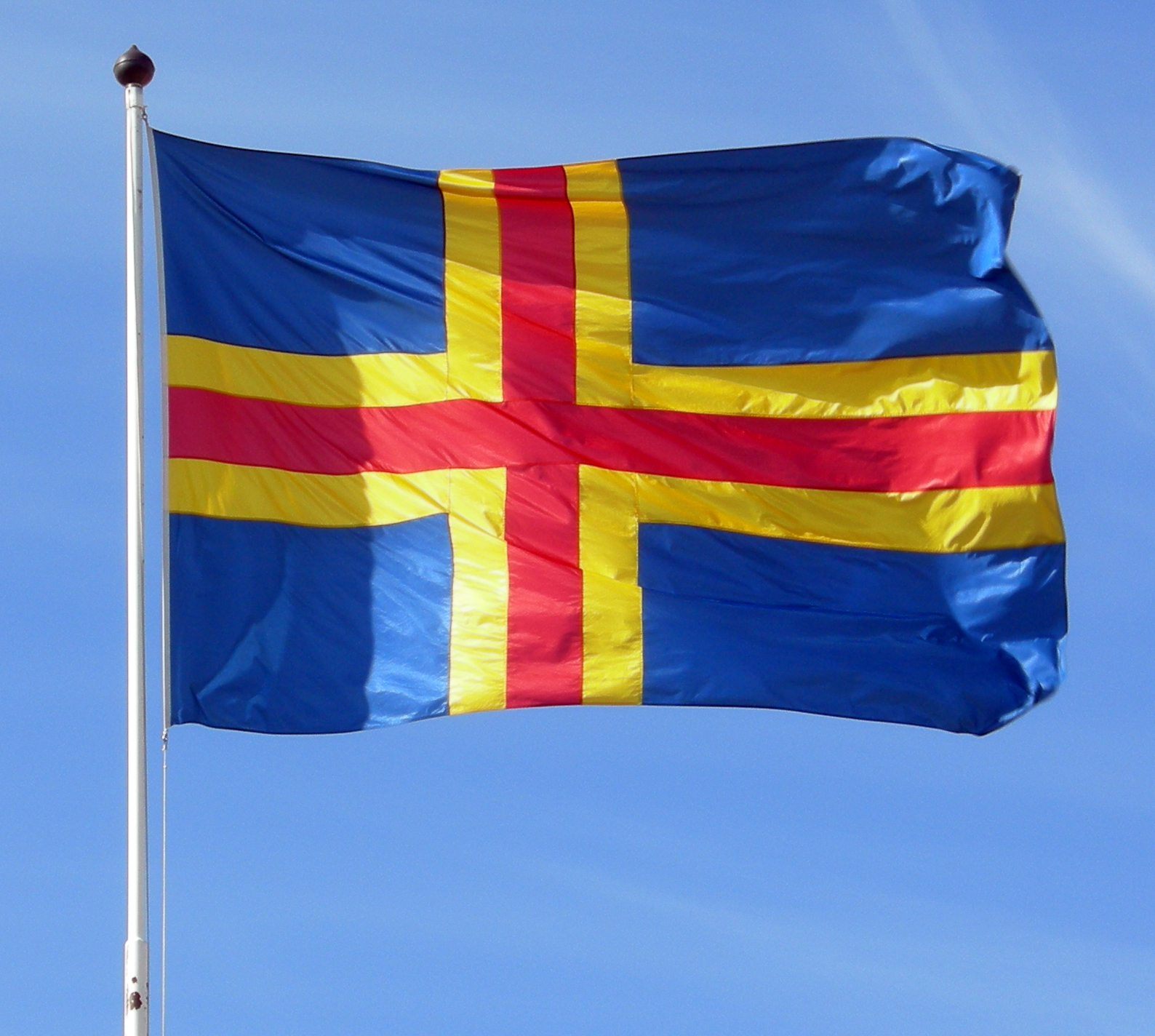
Drapeau d'Åland

Par rapport à son nombre d'habitants, Åland dispose d'une vie culturelle dynamique. Elle est portée en premier lieu par des sociétés privées. Cinquante de ces sociétés sont soutenues par des dons de la loterie d'État. Une autre source de soutien est constituée par les dons de l'Institut nordique d'Åland (Nordens Institut på Åland en suédois), une institution créée par le Conseil nordique pour l'encouragement de la culture d'Åland. L'institut permet notamment la création de nombreuses pièces de théâtre, portées tant par des professionnels que des amateurs.
L'Institut de musique d'Åland joue également un rôle important dans la vie culturelle. Il accueille environ 300 élèves. De nombreux chœurs et groupes de musique sont actifs en parallèle.

### Éducation
Åland a constitué un bon réseau de formation. Chacune des 16 communes dispose d'une école élémentaire au sein de laquelle les écoliers peuvent effectuer les neuf premières années de leur scolarité, et donc l'ensemble de la scolarité obligatoire.
Toutes les institutions d'enseignement secondaires, et notamment les lycées, sont concentrés dans la capitale Mariehamn. De nombreuses formations professionnelles y sont également proposées. Les étudiants ont une haute-école spécialisée à leur disposition, la Haute-école d'Åland (Högskolan på Åland en suédois).
Pour une formation universitaire, les étudiants doivent se rendre en Finlande continentale ou à l'étranger. La grande majorité d'entre eux, environ les deux tiers, se rend dans les universités suédoises pour étudier.

### Médias
Deux quotidiens locaux sont publiés à Åland. Tidningen Åland, fondé en 1891, tire à environ 10 000 exemplaires et est de peu le plus important. Il paraissait traditionnellement l'après-midi des cinq jours ouvrables, mais depuis 2007 il paraît le matin et ce, six jours sur sept. L'autre quotidien est Nya Åland, fondé en 1981, qui a lui toujours paru le matin. Depuis 2007, il est édité six jours par semaine contre cinq auparavant.
La première chaîne de radio et de télévision d'Åland, Radio/TV Åland, a été fondée en 1984. Auparavant, seuls les programmes officiels finlandais et suédois étaient disponibles sur ces îles.
À la fin des années 1990, deux nouvelles radios se sont implantées à Åland : Steel FM qui s'adresse avant tout aux jeunes et Soft FM. Certaines chaînes de radio suédoises, qui sont également captées à Åland, offrent également des programmes spécifiques pour ces îles.
Deux télévisions privées sont disponibles à Åland depuis le mois d'octobre 2007 : TV Åland et Åland24.

### Fêtes et jours fériés
| Date                       | Nom en français             | Nom en suédois              | Remarques                                    |
| -------------------------- | --------------------------- | --------------------------- | -------------------------------------------- |
| 1er janvier                | Jour de l'an                | Nyårsdagen                  |                                              |
| 6 janvier                  | épiphanie                   | Trettondagen                |                                              |
| 30 mars                    | Jour de la démilitarisation | Ålands demilitariseringsdag | Paix de 1856 après la Guerre de Crimée       |
| vendredi variable          | Vendredi saint              | Långfredag                  | Le vendredi précédent le dimanche de Pâques. |
| Dimanche variable          | Pâques                      | Påskdagen                   |                                              |
| Lundi variable             | Lundi de Pâques             | Annandag påsk               | Le jour après le dimanche de Pâques.         |
| 30 avril                   | Nuit de Walpurgis           | Valborgsmässoafton          |                                              |
| 1er mai                    | Fête du Travail             | Första maj                  |                                              |
| jeudi variable             | Ascension                   | Kristi himmelsfärdsdag      | 39 jours après Pâques                        |
| Dimanche variable          | Dimanche de Pentecôte       | Pingstdagen                 | 49 jours après Pâques                        |
| Lundi variable             | Lundi de Pentecôte          | Annandag Pingst             | 50 jours après Pâques                        |
| 9 juin                     | Jour de l'autonomie         | Självstyrelsedagen          | Première réunion du gouvernement régional    |
| Troisième vendredi de juin | Veille de la Saint-Jean     | Midsommarafton              |                                              |
| Troisième samedi de juin   | Fête de la Saint-Jean       | Midsommardagen              |                                              |
| Premier samedi de novembre | Toussaint                   | Alla helgons dag            |                                              |
| 6 décembre                 | Jour de l'indépendance      | Självständighetsdagen       | Indépendance de la Finlande (1917)           |
| 24 décembre                | Veille de Noël              | Julafton                    |                                              |
| 25 décembre                | Noël                        | Juldagen                    |                                              |
| 26 décembre                | Saint-Étienne               | Annandag jul                |                                              |

### Drapeau
Åland a obtenu son propre drapeau le 3 avril 1954. Il représente les relations historiques avec la Suède : une croix rouge sur une croix jaune avec un fond bleu. Le fond bleu avec la croix jaune représente le drapeau suédois, tandis que la croix rouge sur la croix jaune représente les vieilles couleurs que les Suédois utilisaient pour la Finlande.

### Philatélie
Åland dispose de ses propres timbres depuis 1984 et de sa propre administration postale depuis 1993.

### Fonds marins
Fin 2010, 168 bouteilles de champagne vieilles de deux cents ans sont retrouvées dans les fonds marins au large des côtes d'Åland. Les premières bouteilles identifiées proviennent des maisons Juglar et Veuve Cliquot, et sont datées entre 1820 et 1840. Deux bouteilles (Juglar et Veuve Cliquot) sont mises aux enchères par le gouvernement d'Åland, propriétaire des trouvailles sur son territoire, les faisant entrer dans le record des plus vieilles bouteilles de champagne jamais vendues aux enchères. La bouteille de Veuve Cliquot est vendue à 30.000 euros, devenant aussi la bouteille de champagne la plus chère d'une vente aux enchères. Les bénéfices de cette vente sont allés aux actions locales de préservation de la vie marine.

## Culture populaire
- Dans le film Le Chant du loup, l'archipel est envahi par la Russie.
- La série L'Héritage empoisonné se déroule sur l'archipel.